# Le Pleureur
Pour les articles homonymes, voir Pleureur.
Le Pleureur est un sommet des Alpes valaisannes, en Suisse, situé dans le canton du Valais, qui culmine à 3 704 m d'altitude.
Situé au sud de la Sâle et au nord-ouest de la Luette, entre le lac de Mauvoisin et le lac des Dix, il domine au sud le glacier du Giétro.